# Gunung Selamat
Gunung Selamat is een bestuurslaag in het regentschap Labuhan Batu van de provincie Noord-Sumatra, Indonesië. Gunung Selamat telt 2219 inwoners (volkstelling 2010).